# Federica Testa
Federica Testa, nota in Slovacchia come Federica Testová (Milano, 27 agosto 1993), è un'ex danzatrice su ghiaccio italiana naturalizzata slovacca.
È stata campionessa nazionale italiana nel 2011 in coppia con Christopher Mior e campionessa nazionale slovacca nel 2012, nel 2014 e nel 2015 in coppia con Lukáš Csölley.

## Vita privata
Federica Testa è nata a Milano il 27 agosto 1993. Nel novembre 2013 le è stata concessa la nazionalità slovacca per meriti sportivi.
Dopo gli studi classici, ha frequentato l'Università Cattolica del Sacro Cuore, dove nel 2016 ha conseguito la laurea triennale in Economia e Gestione Aziendale con la votazione di 110 e lode. Si è in seguito laureata in Marketing Management presso l'Università Bocconi.
Attualmente lavora per Sparkle Agency, agenzia di comunicazione e talent management.

## Carriera sportiva
Ha iniziato a pattinare per gioco da bambina, spinta da due amiche che facevano già i corsi. Dopo due anni di pattinaggio artistico con Karel Zelenka e dopo un anno di pausa, ha deciso di fare danza.
Ha pattinato per sette anni con Andrea Malnati, rappresentando l'Italia. Con lui si è classificata 4ª ai campionati italiani nel 2008 e 2ª nel 2009 nella categoria junior.
Nel 2010 e nel 2011 ha pattinato per l'Italia con il canadese Christopher Mior, col quale ha iniziato a gareggiare a livello senior. Si sono classificati terzi ai campionati italiani del 2010 e sono diventati campioni nazionali italiani nel 2011.
Dopo la stagione 2010-11 Testa ha cominciato a gareggiare con Lukáš Csölley per la nazionale slovacca. Sono stati campioni nazionali slovacchi nel 2012, 2014 e 2015. Hanno partecipato a numerose gare internazionali, tra cui i campionati mondiali e i campionati europei; in entrambe le competizioni hanno raggiunto la loro migliore posizione nel 2016 (rispettivamente la 14ª e la 8ª). Tra gli altri piazzamenti di rilievo il 3º posto alle Universiadi invernali del 2015 e al Ondrej Nepela Trophy del 2015, il 2º posto alla New Year's Cup del 2013 e al Tallinn Trophy del 2016, il 1º posto alla Volvo Cup del 2015 e alla Warsaw Cup 2014-2015.
Nel luglio 2016 si è ritirata dalle competizioni per dedicarsi agli studi.

### Risultati

#### Con Csölley per la Slovacchia
| Competizioni internazionali | Competizioni internazionali | Competizioni internazionali | Competizioni internazionali | Competizioni internazionali | Competizioni internazionali | Competizioni internazionali |
| Evento                      | 2011-12                     | 2012-13                     | 2013-14                     | 2014–15                     | 2015–16                     | 2016–17                     |
| --------------------------- | --------------------------- | --------------------------- | --------------------------- | --------------------------- | --------------------------- | --------------------------- |
| Mondiali                    | 27°                         | 26°                         | 23°                         | 15°                         | 14°                         |                             |
| Europei                     |                             | 17°                         | 12°                         | 8°                          | 8°                          |                             |
| GP Cup of China             |                             |                             |                             |                             | 4°                          |                             |
| GP Skate Canada             |                             |                             |                             |                             |                             | R                           |
| GP Skate America            |                             |                             |                             | 7°                          |                             |                             |
| GP Trophée Eric Bompard     |                             |                             |                             |                             |                             | R                           |
| CS Ondrej Nepela Trophy     |                             |                             |                             | 3°                          | 4°                          |                             |
| CS Tallinn Trophy           |                             |                             |                             |                             | 2°                          |                             |
| CS Volvo Cup                |                             |                             |                             | 1°                          |                             |                             |
| CS Warsaw Cup               |                             |                             |                             | 1°                          |                             |                             |
| Bavarian Open               | 6°                          |                             |                             |                             |                             |                             |
| Crystal Skate               |                             | 4°                          |                             |                             |                             |                             |
| Golden Spin                 |                             | 8°                          |                             |                             |                             |                             |
| Ice Challenge               |                             | 9°                          |                             |                             |                             |                             |
| Nebelhorn Trophy            |                             |                             | 9°                          |                             |                             |                             |
| Ondrej Nepela Trophy        |                             | 6°                          | 4°                          |                             |                             |                             |
| New Year's Cup              |                             | 2°                          |                             |                             |                             |                             |
| Pavel Roman Memorial        |                             | 5°                          |                             |                             |                             |                             |
| Universiadi                 |                             |                             | 4°                          | 3°                          |                             |                             |
| Volvo Open Cup              |                             |                             | 4°                          |                             |                             |                             |
| Competizioni nazionali      |                             |                             |                             |                             |                             |                             |
| Campionati slovacchi        | 1°                          |                             | 1°                          | 1°                          |                             |                             |
| R: Ritirati                 |                             |                             |                             |                             |                             |                             |

#### Con Mior per l'Italia
| Competizioni internazionali | Competizioni internazionali | Competizioni internazionali |
| Evento                      | 2009–10                     | 2010–11                     |
| --------------------------- | --------------------------- | --------------------------- |
| Europei                     | 22°                         | 18°                         |
| Finlandia Trophy            |                             | 5°                          |
| Trophy of Lyon              |                             | 2°                          |
| Mont Blanc Trophy           | 3°                          |                             |
| NRW Trophy                  | 6°                          |                             |
| Competizioni nazionali      |                             |                             |
| Campionati italiani         | 3°                          | 1°                          |

#### Con Malnati per l'Italia
| Evento              | 2007–08 | 2008–09 |
| ------------------- | ------- | ------- |
| Campionati italiani | 4° J.   | 2° J.   |
| J. = Junior         |         |         |

## Programmi
(con Lukáš Csölley)
| Stagione | Programma corto | Programma libero | Esibizioni                                                                                            |
| -------- | --- | --- | --- |
| 2015–16  | - Valzer: Waltz in Swing Time di Jerome Kern - Slow foxtrot: They Can't Take That Away from Me di George Gershwin cantata da Tony Bennett - March: That's Entertainment! di Henry Mancini | - Malèna - Passeggiata In Paese di Ennio Morricone - Kutlama di Mr. Avant Garde Folk - Ma l'amore no di Ennio Morricone - Orgia di Ennio Morricone     | - Addams Family Values di Marc Shaiman - It's An Addams - Fester's In Love - The Big Date - The Tango |
| 2014–15  | - Flamenco: Nerva - Paso doble: Zorongo di Paco Pena - Flamenco: Que se ven desde el conquero (Faradangos de Huelva) di Pepe Romero                                                       | - Enter the Circus di Christina Aguilera - Terrorklowns di Verse 13 (Jamod L. Dodson) - Hurt di Christina Aguilera - Song Of Spirit di Karl Jenkins    | |
| 2013–14  | - Chicago di John Kander and Fred Ebb - Quickstep: Overture - Quickstep: All that Jazz - Slow foxtrot: Funny Honey - Charleston: We Both Reached For the Gun                              | - Addams Family Values di Marc Shaiman - It's An Addams - Fester's In Love - The Big Date - The Tango                                                  | |
| 2012–13  | - Marcia di Radetzky di Johann Strauss padre - Die schöne Galathee di Franz von Suppé - Polka di Johann Strauss padre                                                                     | - Lilli Marleen cantata da Marlene Dietrich - Sunflower di Henry Mancini - Place Rouge (da Il concerto) di Camille Adrien - Spellbound di Miklós Rózsa | |
| 2011–12  | - Merengue: Pinta Me di Elvis Crespo - Samba: Baila Baila Con Migo di Domino - Rhumba di Gizelle D'Cole                                                                                   | - Un Día Llegará di Josh Groban - Spanish Fire di Roberto Pelizzola                                                                                    | |

## Commentatrice televisiva
In occasione delle olimpiadi invernali di Pyeongchang 2018 ha commentato in studio su Sky Sport 24 le gare di pattinaggio su ghiaccio all’interno dei programmi “Pomeriggio Sky Sport 24” e “Pyeongchang Express”, affiancata da Giovanni Bruno e da altri ospiti.

## Curiosità
Ha partecipato a due video musicali: nel 2015 per la canzone Su una lama del cantante italiano Mauro Ermanno Giovanardi; nel 2019 per la canzone Stále ťa mať della cantante slovacca Kristína Peláková.